# Episodi de La mia babysitter è un vampiro (seconda stagione)
La seconda stagione della serie televisiva La mia babysitter è un vampiro è stata trasmessa negli Stati Uniti dal 29 giugno 2012 al 5 ottobre 2012 su Disney Channel.
In Italia la stagione sarà trasmessa a partire dal 5 novembre al 21 novembre 2012.
| nº | Titolo originale                   | Titolo italiano                   | Prima TV USA      | Prima TV Italia  |
| -- | ---------------------------------- | --------------------------------- | ----------------- | ---------------- |
| 1  | Welcome Back Dusker                | Si torna a scuola!                | 29 giugno 2012    | 5 novembre 2012  |
| 2  | Say You'll Be Maztak               | Il teschio di cristallo           | 6 luglio 2012     | 6 novembre 2012  |
| 3  | Fanged and Furious                 | La macchina vampiro               | 20 luglio 2012    | 7 novembre 2012  |
| 4  | Flushed                            | Scaricato                         | 26 luglio 2012    | 8 novembre 2012  |
| 5  | Mirror/rorriM                      | Specchio delle mie trame          | 10 agosto 2012    | 12 novembre 2012 |
| 6  | Village of the Darned              | Dolcetti anti-adulti              | 24 agosto 2012    | 13 novembre 2012 |
| 7  | Hottie Ho-Tep                      | Car - Hom Ho - Tep                | 7 settembre 2012  | 14 novembre 2012 |
| 8  | Independence Daze                  | Dimensioni parallele private      | 14 settembre 2012 | 19 novembre 2012 |
| 9  | Siren Song                         | Una sirena a Whitechapel          | 16 settembre 2012 | 15 novembre 2012 |
| 10 | Jockenstein                        | Balenstein                        | 21 settembre 2012 | 9 novembre 2012  |
| 11 | Halloweird                         | La maschera                       | 23 settembre 2012 | 16 novembre 2012 |
| 12 | The Date to End All Dates part one | Il ritorno di Jesse prima parte   | 28 settembre 2012 | 20 novembre 2012 |
| 13 | The Date to End All Dates part two | Il ritorno di Jesse seconda parte | 5 ottobre 2012    | 21 novembre 2012 |

## Si torna a scuola!
- Titolo originale: Welcome Back Dusker
- Diretto da: Tibor Takács
- Scritto da: Tim Burns

### Trama
È iniziato un nuovo anno scolastico e Sarah adesso è una vampira, più audace e sicura. Una sconosciuta nebbia verde si aggira nei dintorni causando la morte di alcuni vampiri. Ethan viene accusato degli omicidi, ma con l'aiuto di Benny e Rory trova un modo per fermare la nebbia prima che raggiunga il Consiglio dei vampiri e li uccida tutti. Una volta sconfitta la nebbia, Ethan è incuriosito dall'identità della persona che ha evocato la nebbia, e giunge alla conclusione che la persona deve nutrire un forte odio nei confronti dei vampiri.

## Il teschio di cristallo
- Titolo originale: Say You'll Be Maztak
- Diretto da: Kelly Harms
- Scritto da: Jeff Biederman

### Trama
Quando il signor G trova un teschio di cristallo magico, all'improvviso esce Lusha, la regina Maya. Lusha si prepara per il rituale che le permetterebbe di farla riunire al Re Sole, ed infine di incendiare e distruggere il mondo. Ethan, Benny, Rory e tutti gli altri studenti maschi cadono sotto l'incantesimo ipnotico della regina, così Erica e Sarah devono cavarsela da sole. Le ragazze scoprono quindi che, secondo la mitologia maya, Lusha rappresenta la divinità che generò la Terra assieme al Dio Sole, ma che per via della Dea Luna si separarono e non si ricongiunsero mai più. Grazie alle pietre lunari, custodite in segreto da Ethan, le due riescono a riprodurre l'energia della Luna, distruggendo il teschio e mettendo fine al rituale di Lusha.

## La macchina vampiro
- Titolo originale: Fanged and Furious
- Diretto da: Tibor Takács
- Scritto da: Ethan Banville

### Trama
Ethan ottiene il foglio rosa e compra un'auto arrugginita, scoprendo successivamente che è posseduta da un vampiro. La macchina inizia ad attaccare le persone e la colpa viene fatta ricadere su Ethan, Così decide di fermare il vampiro una volta per tutte.

## Scaricato
- Titolo originale: Flushed
- Diretto da: Tibor Takács
- Scritto da: Jennifer Pertsch

### Trama
A Whitechapel la pressione dell'acqua scompare misteriosamente e due ragazze spariscono. Rory ammette che durante l'ispezione degli armadietti del precedente anno, ha buttato i suoi piccoli alligatori nel bagno, proprio come Benny ha fatto per le sue pozioni.
Quando Erica viene attaccata all'autolavaggio della scuola, si rendono conto che il secondo alligatore di Rory era in realtà una femmina, e che si era riprodotta, e che stava per deporre le uova. L'ultimo alligatore, che sta per deporre e covare le uova, che ha ingoiato il cellulare di Erica, viene rintracciato grazie alle coordinate di quest'ultimo, e scoprono che essa si è recata nella rete fognaria sotto una vasca idromassaggio per poter affrontare l'inverno al caldo. Appena in tempo, riescono a fermare e catturare l'alligatore.

## Specchio delle mie trame
- Titolo originale: Mirror/rorriM
- Diretto da: Laurie Lynd
- Scritto da: Mike Kiss

### Trama
A scuola ci sarà uno spettacolo chiamato "La fabbrica dell'arcobaleno", nel quale Erica ottiene il ruolo di sostituta, mentre il ruolo di protagonista viene assegnato ad una ragazza della scuola, Sunday Clover, che andando nello spogliatoio trova uno specchio e viene ipnotizzata. Quando si rompe le gambe, Erica ottiene il ruolo di protagonista. La madre di Ethan racconta al figlio che 25 anni prima è stata prodotta "La fabbrica dell'arcobaleno" e la protagonista dello spettacolo è morta sul palco per colpa di uno scherzo. Ethan scopre che la ragazza che è morta si trova dentro lo specchio, la quale controlla tutte le persone che guardano lo specchio. Quando Erica viene controllata dal fantasma, Ethan e il gruppo cercano di fermarla intrappolandola in un altro specchio senza uscita.

## Dolcetti anti-adulti
- Titolo originale: Village of the Darned
- Diretto da: Kelly Harms
- Scritto da: Laurie Elliot

### Trama
Jane entra nel gruppo dei Moll, ma il capo del gruppo è un demone che punta a far lasciare gli adulti e portare i bambini all'aldilà. Ethan e il gruppo dovranno vedersela con la leader del gruppo prima che Jane e gli altri bambini scompaiono per sempre. Intanto Sarah e Erica dovranno trovare un modo per alimentarsi o saranno troppo deboli per aiutare Ethan e Benny.

## Car - Hom Ho - Tep
- Titolo originale: Hottie Ho-Tep
- Diretto da: Tibor Takács
- Scritto da: Miles Smith

### Trama
Benny ruba un pancreas da una mummia egiziana del museo, la mummia va alla ricerca del suo organo solo per imbattersi nelle pozioni magiche della casa di Benny e trasformarsi in adolescente, che ottiene l'attenzione di Sarah. Ethan e Benny dovranno fermare la mummia prima che porti Sarah negli inferi.

## Dimensioni parallele private
- Titolo originale: Independence Daze
- Diretto da: Tibor Takács
- Scritto da: Simon Racioppa & Richard Elliott

### Trama
Dopo che Ethan, Benny e Sarah si vantano di essere in grado di lavorare da soli per conto loro, vengono intrappolati in dimensioni parallele dove dovranno affrontare le loro paure. Sarah è inseguita dal suo clone malvagio, Benny dal Cyber-Dentista mentre Ethan da una figura malvagia incappucciata. I tre dovranno trovare un modo per rincontrarsi e fuggire con l'aiuto di Erica e Rory. La nonna di Benny confessa ai ragazzi che è stata lei a mandarli in dimensioni parallele e creare le loro paure, ma non sa come ha invocato la creatura malvagia. Il che significa che una forza oscura si sta avvicinando...

## Una sirena a Whitechapel
- Titolo originale: Siren Song
- Diretto da:
- Scritto da:

### Trama
A scuola arriva una nuova ragazza, Serena, che con il suo canto incanta le persone e fa sì che lottino per lei. Ethan e Benny scherzano sul fatto che lei possa essere una sirena, cosa che poi si rivelerà essere la realtà dei fatti; dovranno quindi evitare che la sirena possa causare danni al Talent Show della scuola.

## Balenstein
- Titolo originale: Jockenstein
- Diretto da: Laurie Lynd
- Scritto da: Miles Smith

### Trama
Nella squadra di hockey della scuola c'è un nuovo giocatore, Baleno. Baleno si rivela un mostro creato coi pezzi dei più famosi giocatori morti nel mondo. Il Consiglio dei Vampiri crede che sia Sarah ad aver rubato i pezzi dei morti, ovviamente Sarah scopre che è qualcun altro il colpevole del furto, ovvero l'allenatore di hockey, che per completare Baleno ha bisogno del cervello di un nerd e, scegliendo Ethan, lo mette in grave pericolo.

## La maschera
- Titolo originale: Halloweird
- Diretto da: TW Peacocke
- Scritto da: Jeff Biederman

### Trama
Ethan organizza una festa di Halloween, intanto Rory ruba un'antica maschera appartenente ad un antico re pellerossa, che l'aveva utilizzata, secondo un'antica leggenda, per tramutare i suoi soldati in lupi e orsi, in modo da farli vincere contro chiunque. Rory, indossando la maschera, è in grado di trasformare chiunque nel suo travestimento di Halloween. Benny deve invertire l'incantesimo prima che il tempo si esaurisca (a mezzanotte) e le trasformazioni divengano permanenti.

## Il ritorno di Jesse
- Titolo originale: The Date to End All Dates
- Diretto da: Farhad Mann
- Scritto da: Story: Tim Burns/Teleplay: Jennifer Pertsch

In quest'episodio la sigla è cantata da Vanessa Morgan e Kate Todd.

### Trama
Ethan scopre attraverso una visione che l'attaccante occultato sta cercando il Lucifractor, un maufatto molto temuto dai vampiri. A causa di una scommessa con Benny, Ethan chiede a Sarah un appuntamento e lei accetta. Benny e Rory lavorano insieme per trovare il Lucifractor durante l'appuntamento a cena di Ethan con Sarah in un ristorante di vampiri. Ethan viene trascinato in un collegamento telepatico con Jesse, che gli dice lo scopo del Lucifractor: drenare l'energia oscura, compreso ciò che è necessario per mantenere in vita i vampiri. Dopo che Rory è quasi crollato per aver toccato il Lucifractor, Benny lo trascina al ristorante ed Ethan usa il Lucifractor per intrappolare il suo custode. Lo porta a scuola con sé per salvaguardarlo ma l'arma viene presa dal vice preside Stern, che si rivela essere l'attaccante incappucciato. Ethan ha una visione in cui Stern gli dice che ha intenzione di usare il Lucifractor per riprendersi Whitechapel dai vampiri che hanno rubato la città e l'arma dalla sua famiglia. Ethan inizia a vedere tutti come persone morte. La nonna rivela che Stern gli ha lanciato un incantesimo per indebolirlo in modo che veda la sua peggiore paura. Può vincere se trova qualcosa di più forte della paura. Ethan ha un attacco di panico ma Benny e Sarah lo calmano. Tiene le loro mani, il che pone fine all'incantesimo che lega la paura. Jesse si unisce a loro su richiesta di Ethan. Al Consiglio dei vampiri, Benny, controllato da Stern, li attacca ma Ethan lo salva. Ethan entra nella mente di Stern e gli dice che è debole. Arrabbiato, Stern inizia ad assorbire il potere. Fuori città, Erica e Rory assistono all'enorme esplosione mentre il capo del consiglio dei vampiri li costringe a fuggire con tutti gli altri vampiri. Non è noto se Sarah, Ethan, Benny e Jesse siano sopravvissuti.